# Собор Сан-Паулу
Кафедральний собор Сан-Паулу (порт. Catedral da Sé de São Paulo або Catedral Metropolitana de São Paulo) — римо-католицький собор у місті Сан-Паулу, Бразилія, збудований в неоготичному стилі, хоча деякі елементи собору ближчі до стилю Ренесанс. Його будівництво розпочалося в 1913 році та завершилося через 40 років, перед святкуванням 400-тої річниці заснування міста Сан-Паулу касіком Тібіріса та єзуїтськими місіонерами Мануелем да Нобрега і Жозе ді Анш'єта. Собор Сан-Паулу вважається четвертим за висотою неоготичним собором у світі.

## Історія

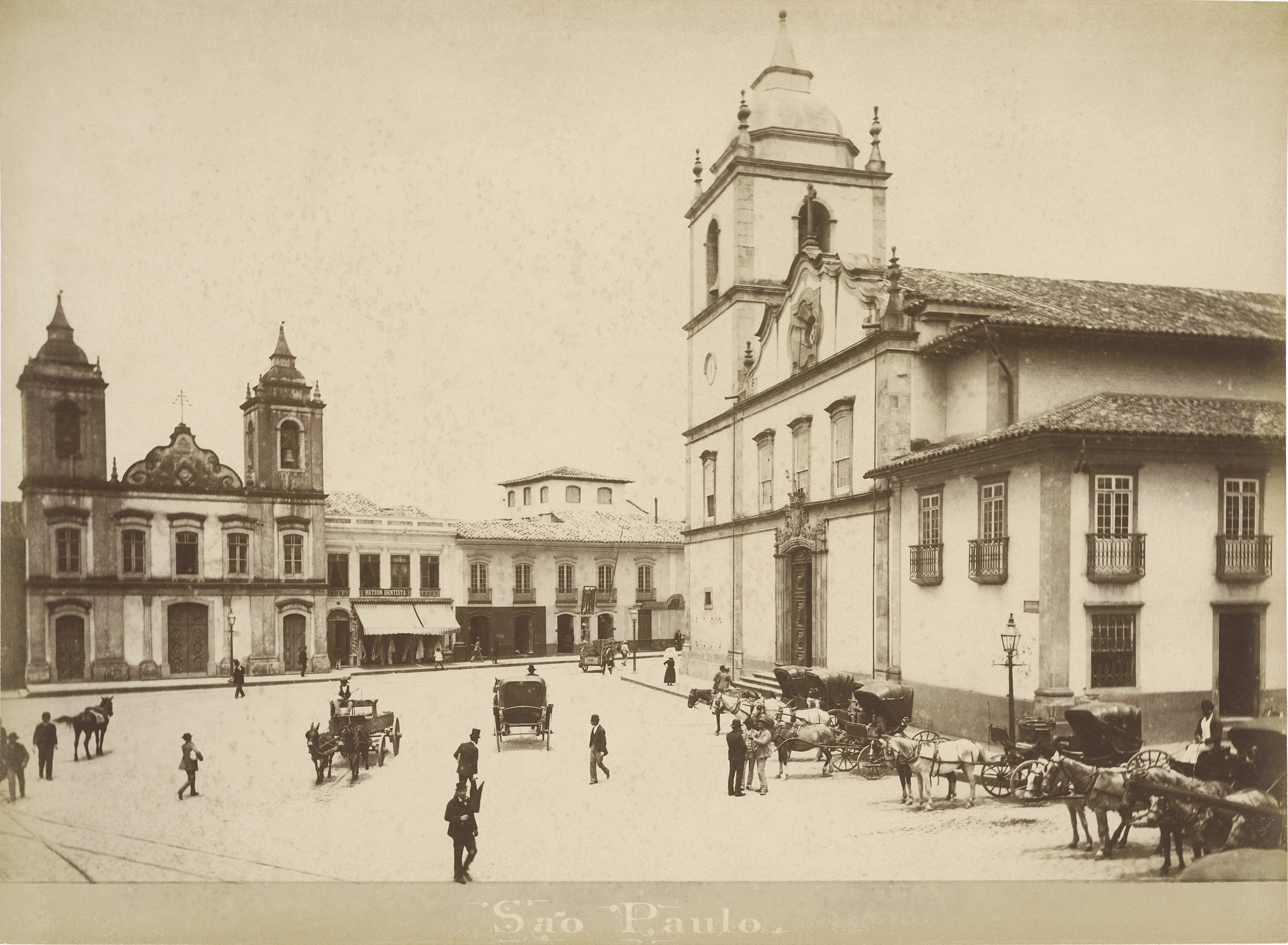
Старий собор

Історія починається з 1589, коли в поселенні Сан-Паулу вирішено побудувати велику церкву (Matriz). Ця церква, розташована на місці сучасного собору, була завершена в 1616 та стала центром епархії в 1745. Швидко після цього стара церква була зруйнована та замінена новою, в стилі Бароко, завершеною близько 1764. Ця церква залишалася собором Сан-Паулу до 1911, коли вона була зруйнована, а на її місці почалося будівництво сучасного собору.
Сучасний собор збудований під керівництвом Дуарте Леополду і Сілва, першого архієпископа Сан-Паулу. Роботи почалися в 1913 на місці щойно зруйнованого старого собору за проектом німецького архітектора Максиміліана Еміля Гегля. Роботи йшли повільно, та відкриття собору відбулося лише в 1954, хоча вежі ще не були завершені, але вчасно до святкування 400-тої річниці міста. Вежі були завершені лише в 1967.
Між 2000 і 2002 собор пройшов капітальний ремонт, під час якого було добудовано багато шпилей, які будівля мала мати за проектом, але які так і не були збудовані. Оригінальний проект зберігався в соборі, що дозволило ретельно дотримуватися цього плану при ремонті.

## Будівля
Собор є найбільшим у місті Сан-Паулу: 111 м завдовжки, 46 м завширшки, з двома вежами висотою 92 м. Собор має форму латинського хреста з навою, що складається з п'яти частин, та куполу висотою 30 м. Хоча стиль будівлі неоготичний, купол збудований за прикладом куполу Флорентійського собору в стилі Ренесанс. Собор розташований на Праса-да-Се (порт. Praça da Sé — «Соборна площа»).
Собор здатний вміщати до 8 тис. чоловік. Для будівництва було витрачено понад 800 т мармуру. Внутрішні капітули прикрашені барельєфами та скульптурами гілок кави, ананасів та місцевих тварин, таких як армадил.
Крипта собору, розташована під вівтарем, дуже велика та може розглядатися як окрема підземна церква. Вона прикрашена мармуровими скульптурами Франсиску Леополду і Сілва, що зобрежують історію Йова і Ієроніма.
Крипта містить могили всіх єпископів та архієпископів Сан-Паулу. Також тут покояться кілька видатних історичних діячів: Діогу Фейжо і касіка Тібіріса. Фейжо був регентом Бразилії протягом дитинства Педру II, а Тібіріса був касік (вождь) племені Гуаяназ, що в 16 столітті привітало та пустило на свої землі єзуїтських місіонерів, які заснували місто Сан-Паулу.
Орган, збудований в 1954 італійською фірмою Бальбіані і Россі, є одним з найбільших в Латинській Америці. Він має п'ять клавіатур, 329 клавіш, 120 регістрів і 12000 труб, виходи яких прикрашені гравюрами в готичному стилі.

## Галерея

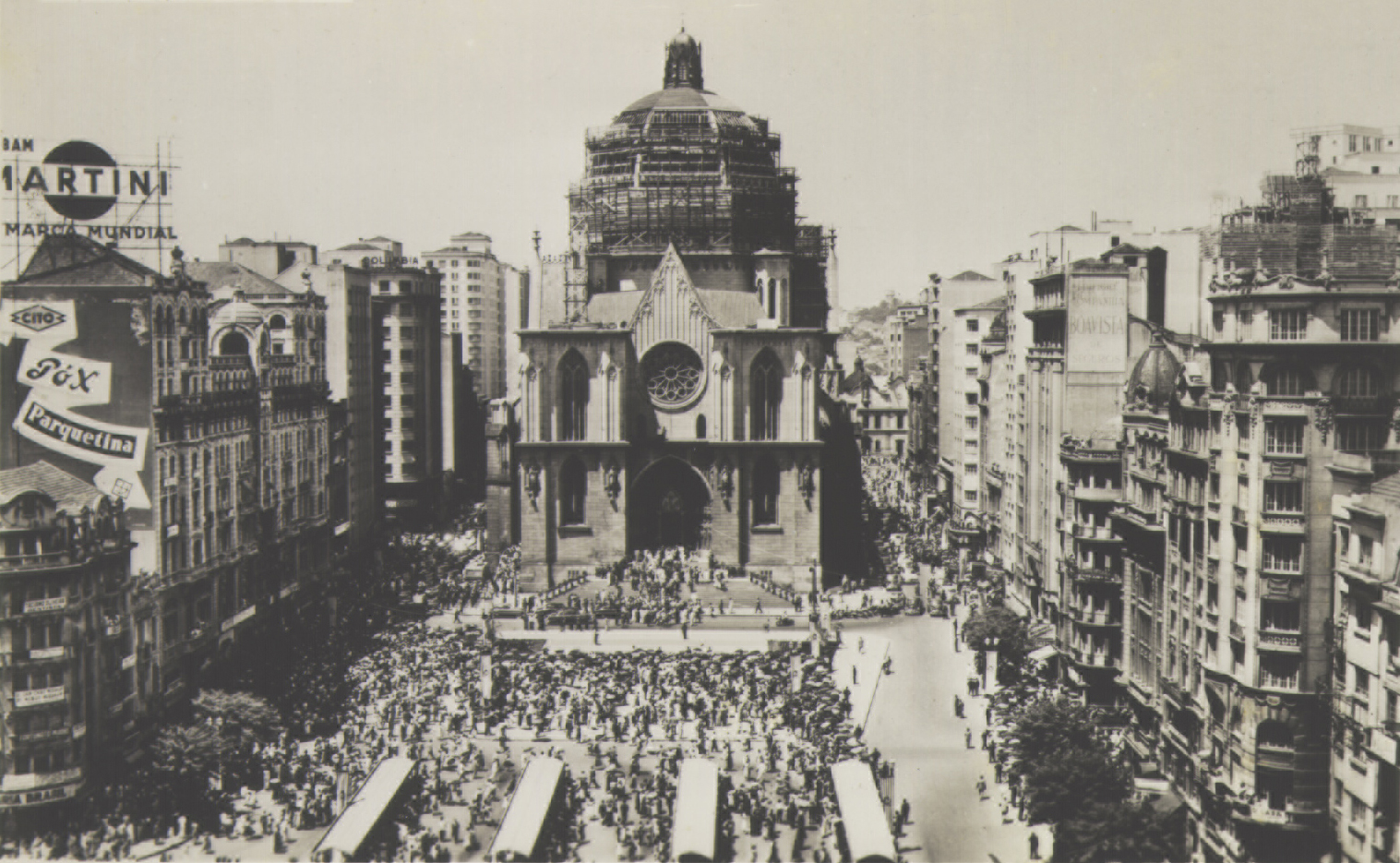
Відкриття собору, 25 січня 1954
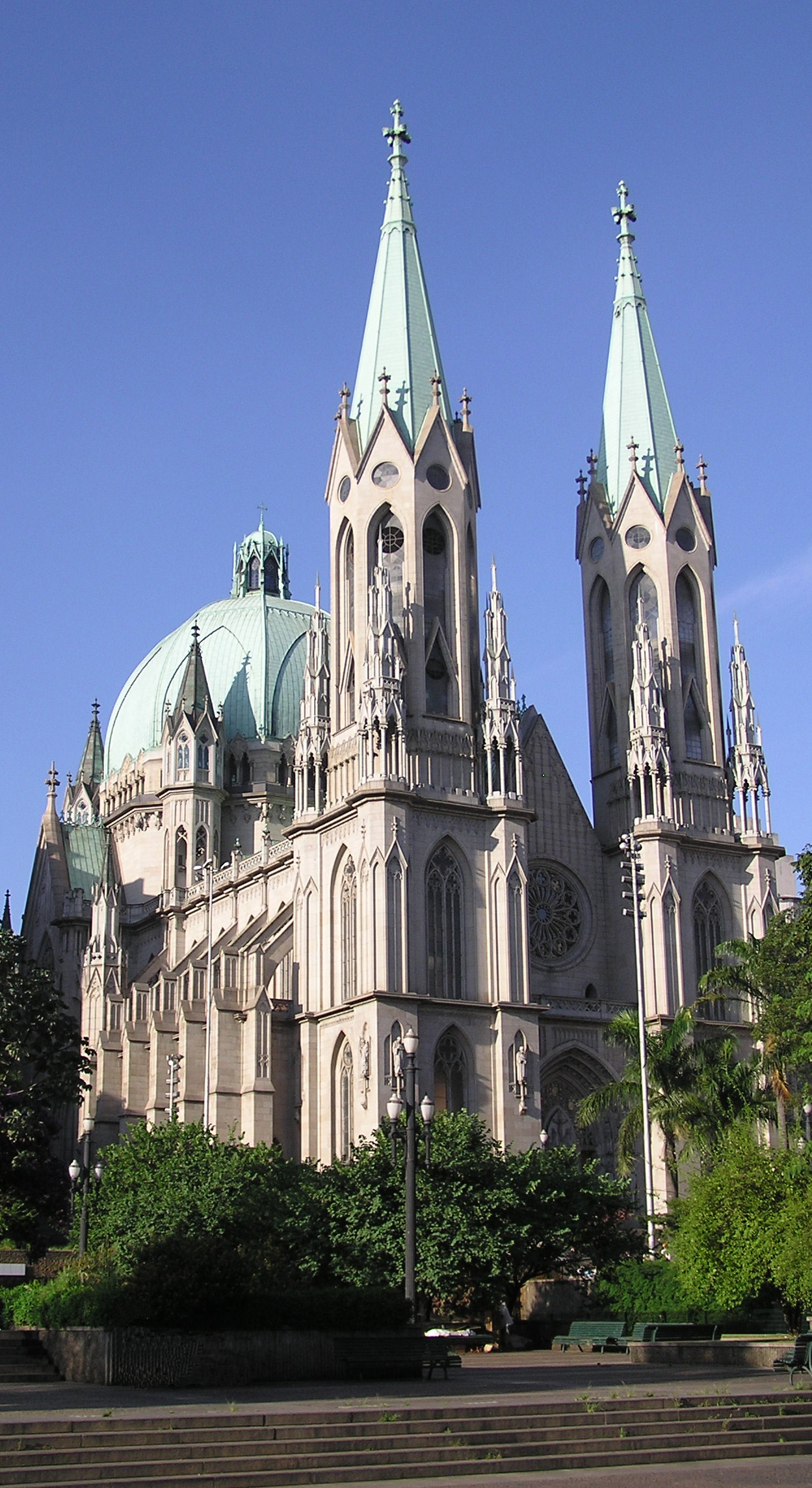
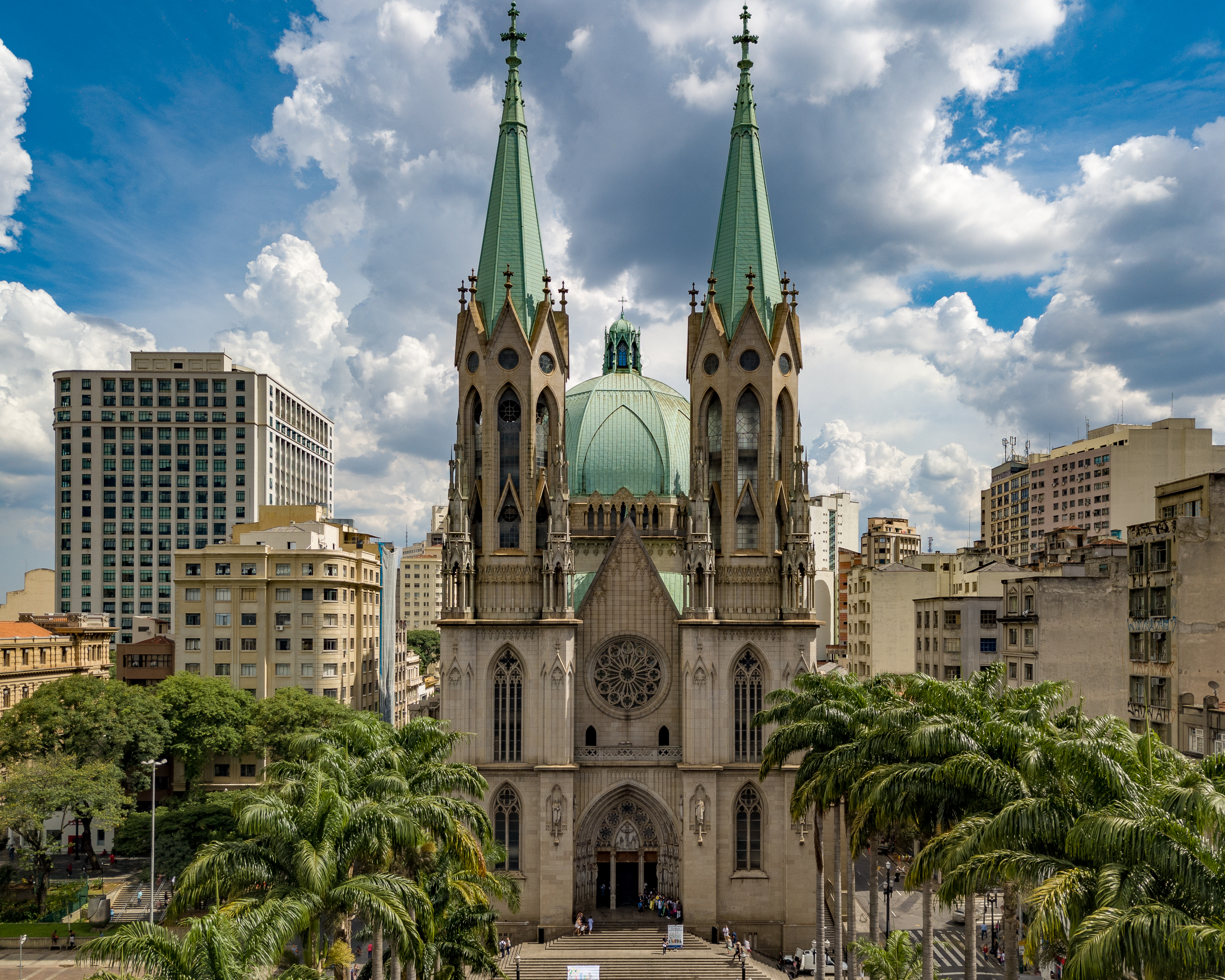
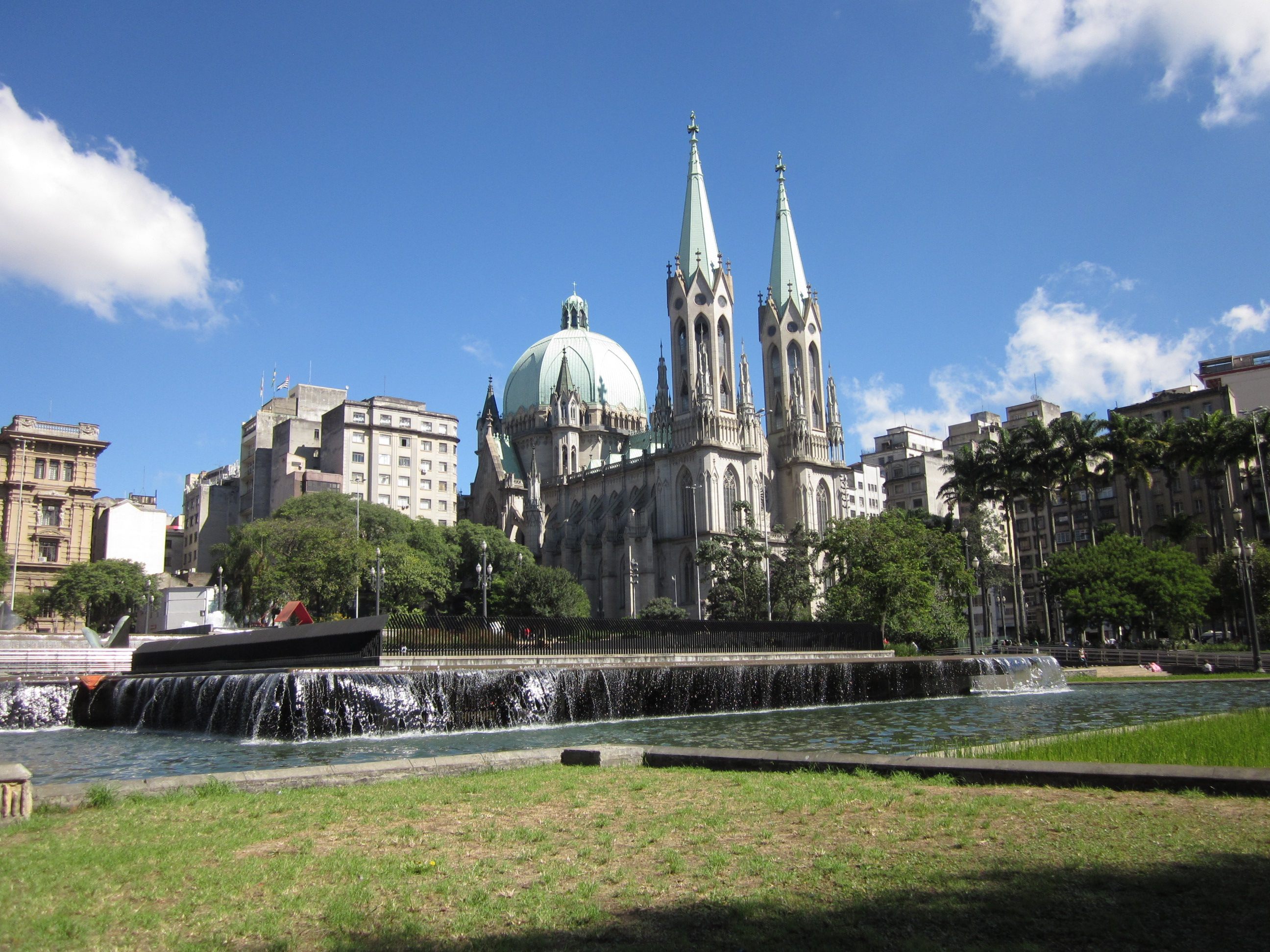
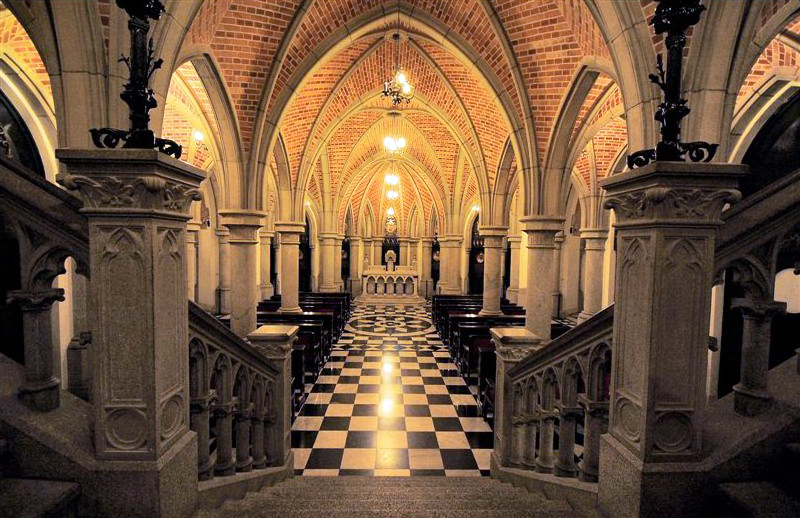
Крипта Собору Сан-Паулу
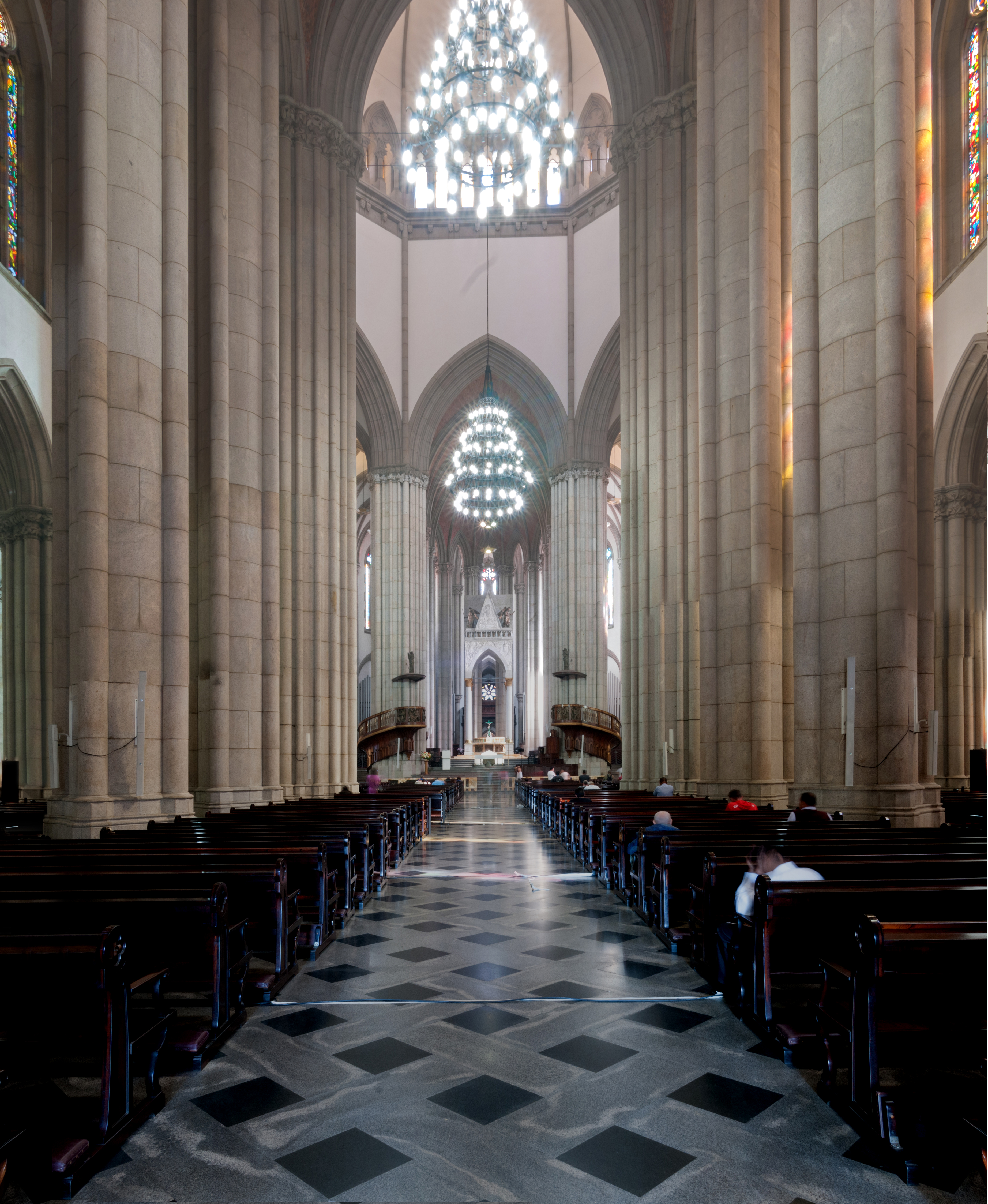